# Birchwood Village (Minnesota)
Pour les articles homonymes, voir Birchwood (homonymie).
Birchwood Village est une ville américaine située dans le Comté de Washington, dans le Minnesota. Selon le recensement de 2010, sa population est de 870 habitants.